# Fuchsia paniculata
Fuchsia paniculata ist eine Pflanzenart aus der Familie der Nachtkerzengewächse (Onagraceae). Sie wächst als Strauch oder kleiner Baum und kommt in den Gebirgen im südöstlichen Mexiko und in Mittelamerika vor.

## Beschreibung

### Vegetative Merkmale
Fuchsia paniculata wächst als aufrechter Strauch oder kleiner, bis zu 8 m hoher Baum. Die aufsteigend wachsenden, schwach dreikantigen bis vierkantigen Zweige sind 5–40 cm lang und 2–5 mm dick. Ältere Zweige und der Hauptstamm haben einen Durchmesser von 2–15 cm. Die Laubblätter stehen gegenständig oder in drei- bis vierzähligen Quirlen. Die oft miteinander verwachsenen, früh abfallenden Nebenblätter sind bei der typischen Unterart dreieckig, 0,8–1,2 mm lang und 0,7–1,5 mm breit, bei der mexikanischen Unterart subsp. mixensis sind sie dunkelbraun, schmal dreieckig, verdickt und haben eine Länge von 1–1,5 mm und eine Breite von 0,3–0,7 mm. Die einfachen und ungeteilten Blattspreiten sind 8–26 mm lang gestielt und haben eine elliptische, länglich-elliptische bis verkehrteilanzettliche Form. Sie sind bei der typischen Unterart schwach ledrig, 3–15,5 cm lang und 1–5,5 cm breit. Bei subsp. mixensis sind sie krautig, mit einer Länge von 11–25 cm und einer Breite von 4–10 cm deutlich größer und weisen 14–18 Paare von Seitennerven auf. Die Spreiten besitzen einen spitzen bis schmal keiligen Grund und sind vorne spitz bis zugespitzt. Sie sind oberseits glänzend sattgrün, unterseits blasser und haben einen fein bis grob drüsig gesägten Rand. Bei der typischen Unterart sind die vegetativen Organe in der Regel vollkommen kahl. Bei subsp. mixensis sind die Zweige fein flaumhaarig mit 0,2–0,4 mm langen Haaren. Die Spreitenunterseiten sind hier entlang der Nerven ebenso wie die Blattstiele kurz flaumhaarig und die Spreitenoberseiten verkahlen, weisen aber entlang der Nerven oft kurze Haare auf.

### Generative Merkmale
Die Geschlechtsverteilung der Blüten ist überwiegend gynodiözisch, das heißt, es existieren sowohl zwittrige als auch rein weibliche Pflanzen. Populationen der typischen Unterart nördlich des Isthmus von Tehuantepec bestehen aber so wie bei der eng verwandten Fuchsia arborescens ausschließlich aus zwittrigen Individuen. Andererseits konnte in mehreren gynodiözischen Populationen in Costa Rica und Panama festgestellt werden, dass die äußerlich zwittrigen Pflanzen verminderten oder fehlenden Fruchtansatz aufweisen und deshalb zum Teil als funktionell männlich anzusehen sind. Diese südlichen Populationen sind also subdiözisch, das heißt, sie können als ein Übergang zu einer diözischen (zweihäusigen) Geschlechtsverteilung angesehen werden.
Die Blütenstände sind endständige, 2–3-fach verzweigte, reichblütige Rispen. Diese sind 5–15(–20) cm lang, 9–12(–15) cm breit und verschmälern sich gegen die Spitze zu. An den Verzweigungsstellen der Rispe befinden sich schmal blattartige, 1–3 mm lange, bald abfallende Tragblätter. Die Blüten sitzen auf dünnen Blütenstielen aufrecht an den Enden der Rispenäste. Die Blütenstiele sind bei der typischen Unterart 8–12 mm lang. Bei subsp. mixensis sind die Blütenstiele fein flaumhaarig, bei zwittrigen Blüten 15–20 mm lang und bei weiblichen Blüten 9–14 mm lang.

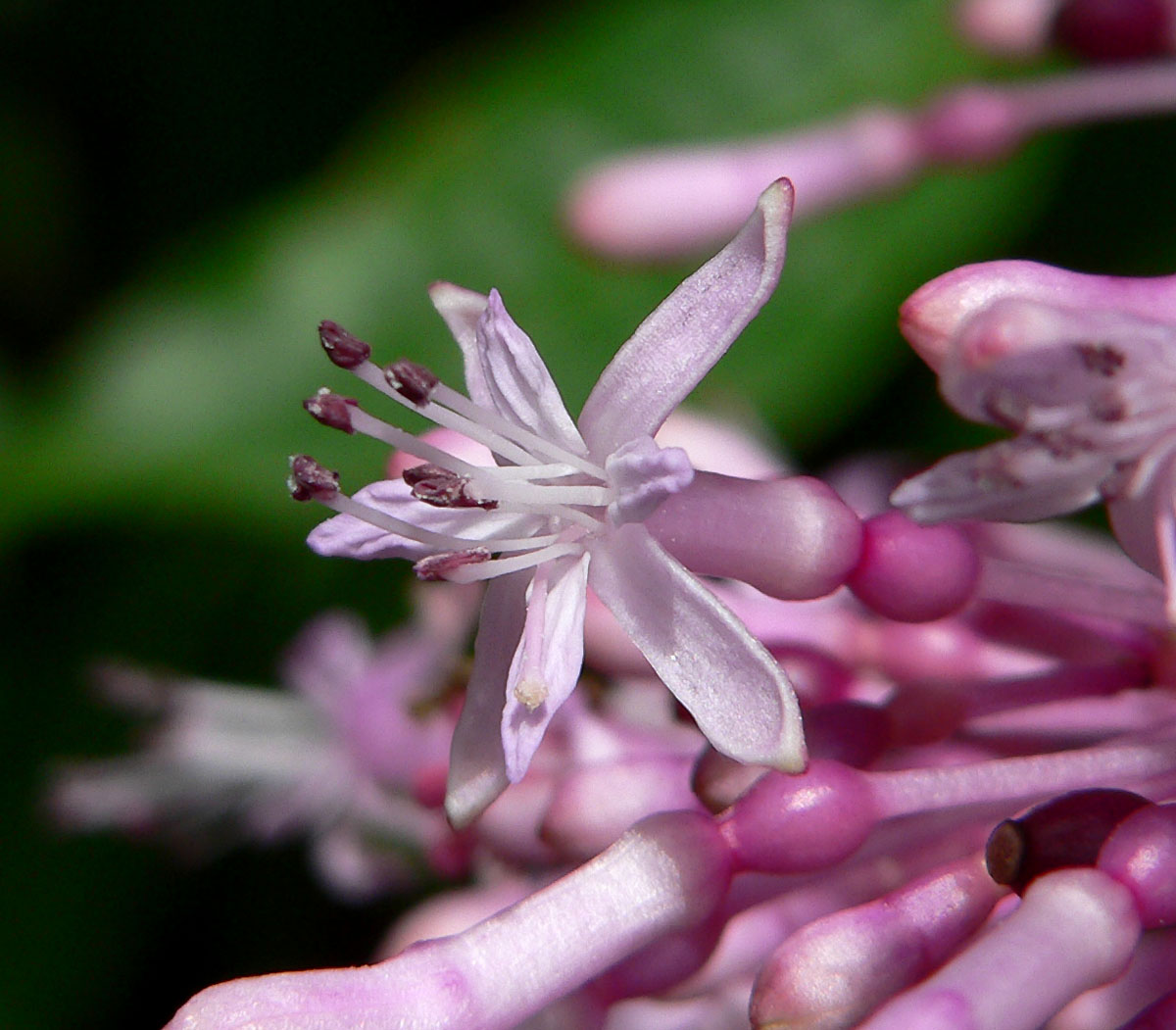
Fuchsia paniculata subsp. paniculata, Blüte und Blütenknospen

Die Blütenknospen sind nahe der Spitze geringfügig bis deutlich breiter als weiter unten und haben vor dem Aufblühen dort einen Durchmesser von bis zu 5 mm. Die radiärsymmetrischen Blüten besitzen einen zylindrischen bis undeutlich trichterförmigen, oft an der Innenseite behaarten Blütenbecher. Dieser hat bei zwittrigen Blüten eine Länge von 4–8 mm und am Grund einen Durchmesser von 1–2 mm bzw. am Saum 1,5–3 mm. Weibliche Blüten haben eine Länge von 3–5,5 mm und einen Durchmesser von 0,7–1,7 mm am Grund bzw. 1,5–2,2 mm am Saum. Bei subsp. mixensis ist der Blütenbecher außen spärlich kurz flaumhaarig bis fast kahl. Die vier schmal länglichen bis lanzettlichen, spitzen Kelchblätter sind bei zwittrigen Blüten 5–10 mm lang und 1,1–2,5 mm breit, bei weiblichen Blüten 3,5–7 mm lang und 0,7–1,5 mm breit. Die Kelchblätter stehen waagrecht ab oder sind zum Blütenbecher zurückgeschlagen. Sie fallen später ab. Blütenbecher und Kelchblätter sind rötlich rosa bis rosa-purpurn gefärbt. Die vier freien, in der Knospe gedrehten (contorten) Kronblätter sind an beiden Enden spitz und rosa-lila bis violett gefärbt. Sie stehen aufrecht oder waagrecht ab und fallen nach dem Blühen ab. Bei der typischen Unterart sind sie lanzettlich bis elliptisch, bei zwittrigen Blüten 4–10 mm lang und 1,1–3,5 mm breit bzw. bei weiblichen Blüten 2,3–4,5 mm lang und 0,6–1,3 mm breit. Bei subsp. mixensis sind die Kronblätter verkehrteiförmig, bei zwittrigen Blüten 4–6 mm lang und 2–4,5 mm breit bzw. bei weiblichen Blüten 3,5–4,5 mm lang und 2–2,5 mm breit. Die acht Staubblätter stehen in zwei Kreisen, wobei die vor den Kelchblättern stehenden länger sind als die vor den Kronblättern stehenden. Die aufrechten, fadenförmigen, blass rosa bis lila gefärbten Staubfäden sind bei zwittrigen Blüten (2–)4–13 mm lang, bei weiblichen Blüten 1–5 mm lang. Die breit eiförmigen bis nierenförmigen Staubbeutel sind bei zwittrigen Blüten 0,8–1,6(–2) mm lang und 0,7–1,4 mm dick, bei den sterilen Staubblättern der weiblichen Blüten 0,4–0,8(–1) mm lang und 0,2–0,6 mm dick. Funktionsfähige Staubbeutel öffnen sich der Länge nach. Am Grund des Blütenbechers befindet sich ein Nektardiskus in Form eines glatten bis unregelmäßig mehr oder weniger vierlappigen Rings. Er ist bei zwittrigen Blüten (1,2–)1,3–2 mm, bei weiblichen Blüten 0,8–1,4(–1,5) mm hoch. Der unterständige Fruchtknoten ist vierfächerig. Bei subsp. mixensis ist er 2–3 mm lang und kurz flaumhaarig. In jedem Fruchtknotenfach befinden sich an der zentralwinkelständigen Plazenta zahlreiche Samenanlagen. Der einzelne fadenförmige Griffel ist spärlich behaart und lila gefärbt. Er überragt bei zwittrigen Blüten der typischen Unterart entweder die Staubbeutel mit einer kopfigen, kurz vierlappigen Narbe oder ist kürzer als diese und besitzt dann eine stark reduzierte Narbe. Bei weiblichen Blüten der typischen Unterart ist der Griffel 7–11 mm lang, die Narbe überragt die Staubblätter deutlich und besitzt vier 0,6–1,9 mm lange Narbenlappen. Bei zwittrigen Blüten der subsp. mixensis ist der Griffel 14–18 mm lang und überragt den Saum des Blütenbechers um 10–13 mm, die kopfige Narbe ist mehr oder weniger vierkantig und 1,5–2 mm breit. Bei weiblichen Blüten der subsp. mixensis ist der Griffel 13–14 mm lang und überragt den Saum des Blütenbechers um 8–9 mm, die viereckig-kopfige Narbe besitzt vier deutliche, 2–2,5 mm lange Lappen.

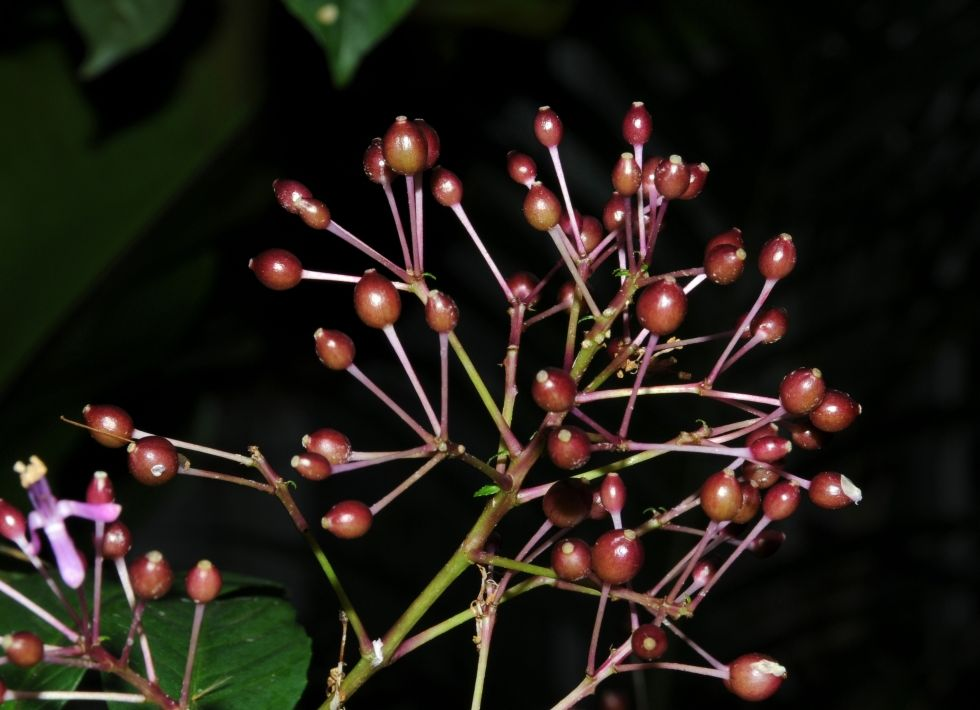
Fuchsia paniculata, unreife Früchte

Die Früchte sind kugelige bis ellipsoidale Beeren mit einer Länge von 3–9 mm und einem Durchmesser von 3–7 mm. Sie sind purpurn bis violett gefärbt und weisen im reifen Zustand einen grünlich blauen wachsigen Reif auf. Die ungefähr 50–100 Samen sind seitlich zusammengedrückt, oval bis unregelmäßig dreieckig im Umriss und besitzen eine häutige Samenschale. Sie sind 1–1,4 mm lang und 0,5–0,8 mm dick. Die Samen enthalten kein Endosperm.
Die Art kann das ganze Jahr über blühen und fruchten.

### Chromosomen
Fuchsia paniculata hat eine haploide Chromosomenzahl von n = 11 und somit einen diploiden Chromosomensatz mit 2n = 22.

## Verbreitung und Lebensraum
Das Verbreitungsgebiet von Fuchsia paniculata umfasst mehrere Teilareale in den Bergländern des südöstlichen Mexiko und in Mittelamerika, die durch tiefer gelegene Regionen voneinander getrennt werden. Westlich und nördlich vom Isthmus von Tehuantepec werden die Bergländer in den mexikanischen Bundesstaaten Veracruz, Puebla und Oaxaca besiedelt, insbesondere die relativ feuchten, zum Golf von Mexiko hin exponierten Abhänge. Das größte Teilareal reicht vom mexikanischen Bundesstaat Chiapas über Guatemala, El Salvador und Honduras bis in den Nordwesten von Nicaragua. Das östlichste Teilareal umfasst die Gebirge von Costa Rica und im Westen von Panama. Die typische Unterart besiedelt das gesamte Verbreitungsgebiet der Art, dagegen ist subsp. mixensis nur von zwei Distrikten im Zentrum des Bundesstaats Oaxaca bekannt. Die Art kommt vor allem in Höhenlagen zwischen 1200 und mehr als 3400 m Seehöhe vor. Vorkommen bis in relativ tiefe Lagen von etwa 800 m Seehöhe sind selten.
Fuchsia paniculata wächst in immergrünen Nebelwäldern und in aus Eichen- und Kiefernarten zusammengesetzten Bergmischwäldern.

## Taxonomie
Die erste ausführliche Beschreibung dieser Pflanze, ergänzt durch eine farbige Abbildung, wurde im Jahr 1848 durch den französischen Botaniker Charles Lemaire veröffentlicht. Er beschrieb die Pflanze unter dem Namen var. syringaeflora als Varietät von Fuchsia arborescens. Die Grundlage dafür bildeten Sträucher, die aus Samen gezogen wurden, die dem belgischen Botaniker und Gärtner Louis van Houtte aus Guatemala zugeschickt worden waren. Die nach den Nomenklaturregeln gültige Erstbeschreibung von Fuchsia paniculata auf Artrang erfolgte am 3. Mai 1856 in einer Notiz in der Gartenbauzeitschrift The Gardeners’ Chronicle durch den englischen Botaniker John Lindley. Die kurze Beschreibung nimmt auf die Ähnlichkeit zu Fuchsia arborescens Bezug und führt als Unterscheidungsmerkmal der neuen Art vor allem die kleineren Blüten an. Auch in diesem Fall gingen die Pflanzen auf Samen zurück, die aus Guatemala stammten. Sie waren vom schottischen Pflanzensammler George Ure Skinner an Veitch and Sons gesandt worden. In weiterer Folge wurde Fuchsia paniculata nicht als eigenständige Art akzeptiert und als Synonym von Fuchsia arborescens behandelt. Erst aber den 1980er Jahren hat sich die Trennung der beiden Arten durchgesetzt. Fuchsia liebmannii H.Lév. und Fuchsia syringiflora (Lem.) Carrière sind Synonyme von Fuchsia paniculata.